# Cursan
Cursan település Franciaországban, Gironde megyében. Lakosainak száma 666 fő (2022. január 1.). Cursan Croignon, Créon, Baron, Camiac-et-Saint-Denis, Le Pout, Sadirac és La Sauve községekkel határos.

## Népesség
A település népességének változása:
| Lakosok száma | 180  | 413  | 451  | 451  | 590  | 641  | 650  | 659  | 663  | 666  |
|               | 1968 | 1982 | 1990 | 2006 | 2013 | 2015 | 2017 | 2019 | 2020 | 2022 |